# サラ・ブライトマン

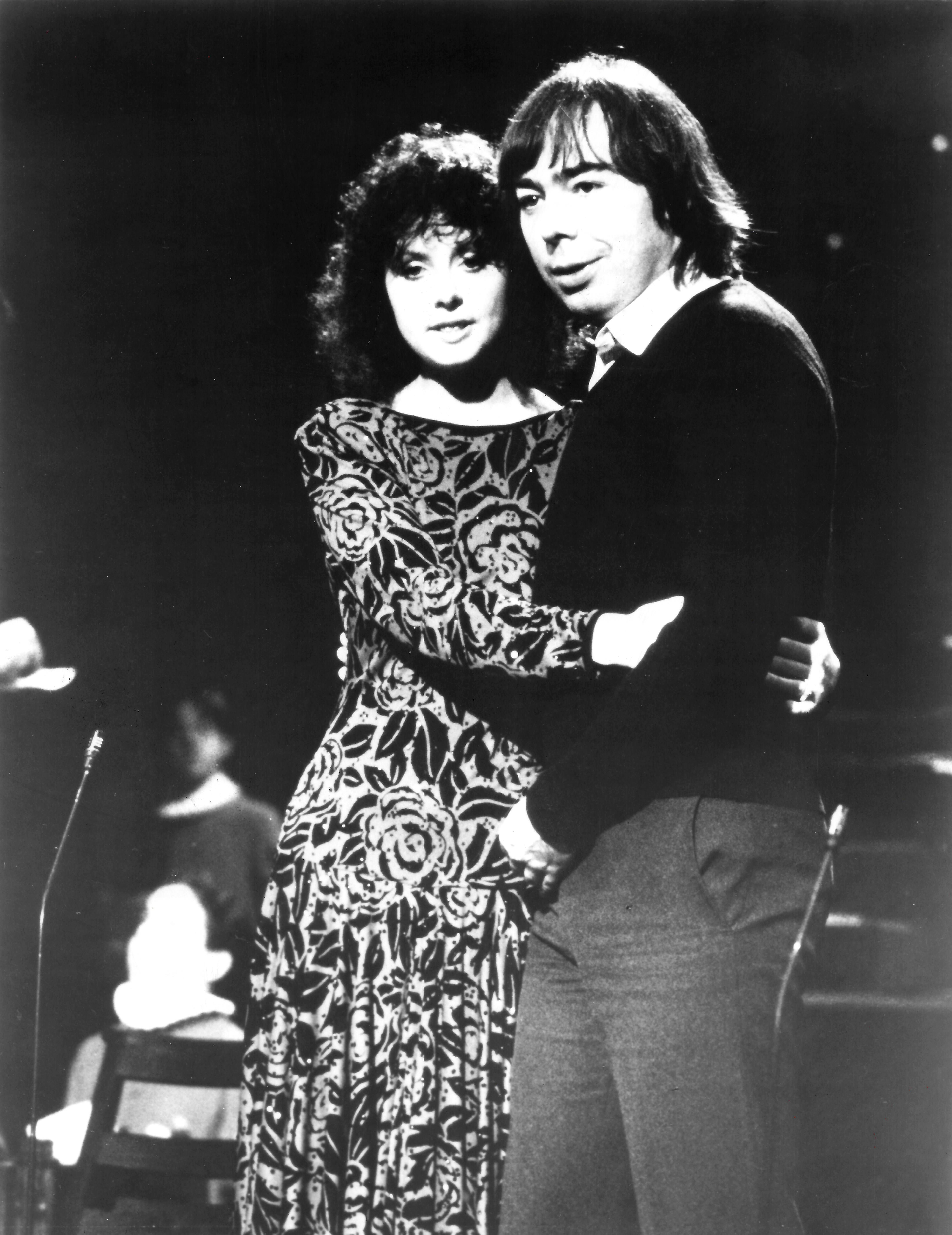
サラ・ブライトマンとアンドルー・ロイド・ウェバー

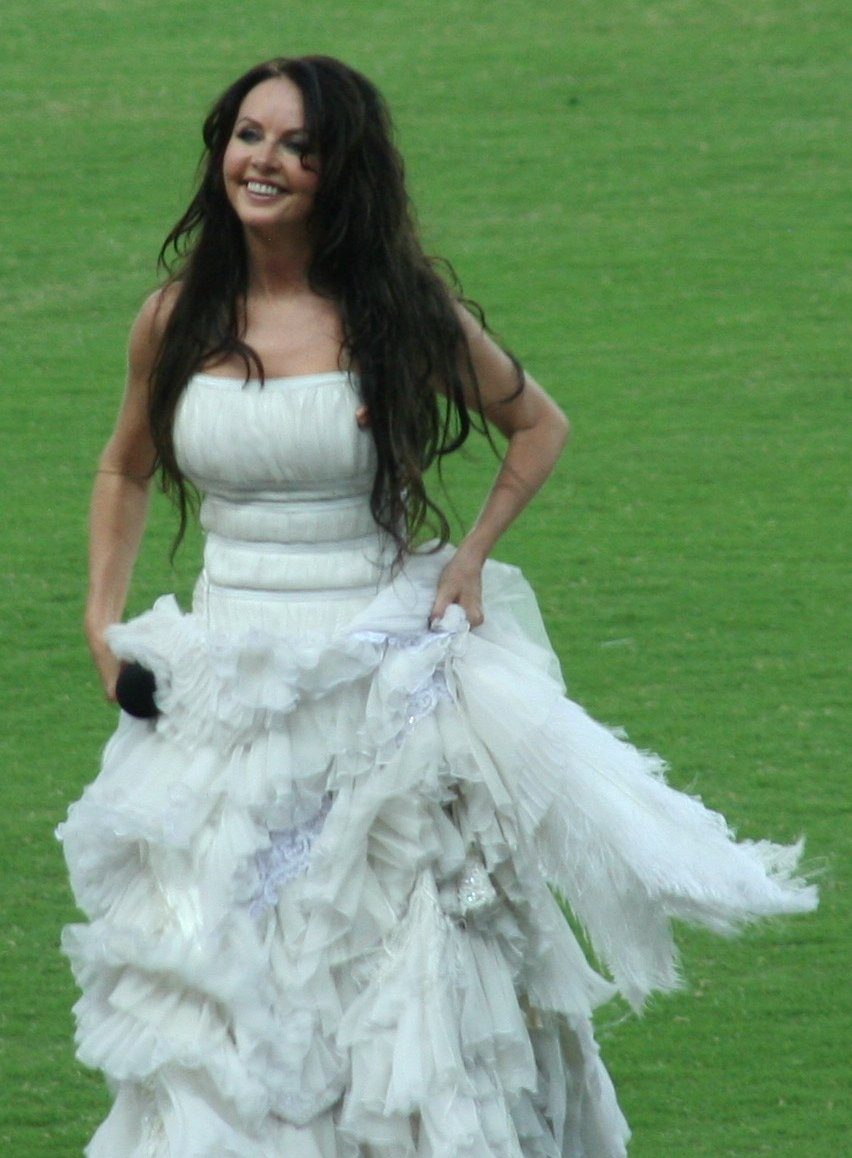
2007年、IAAF世界大会

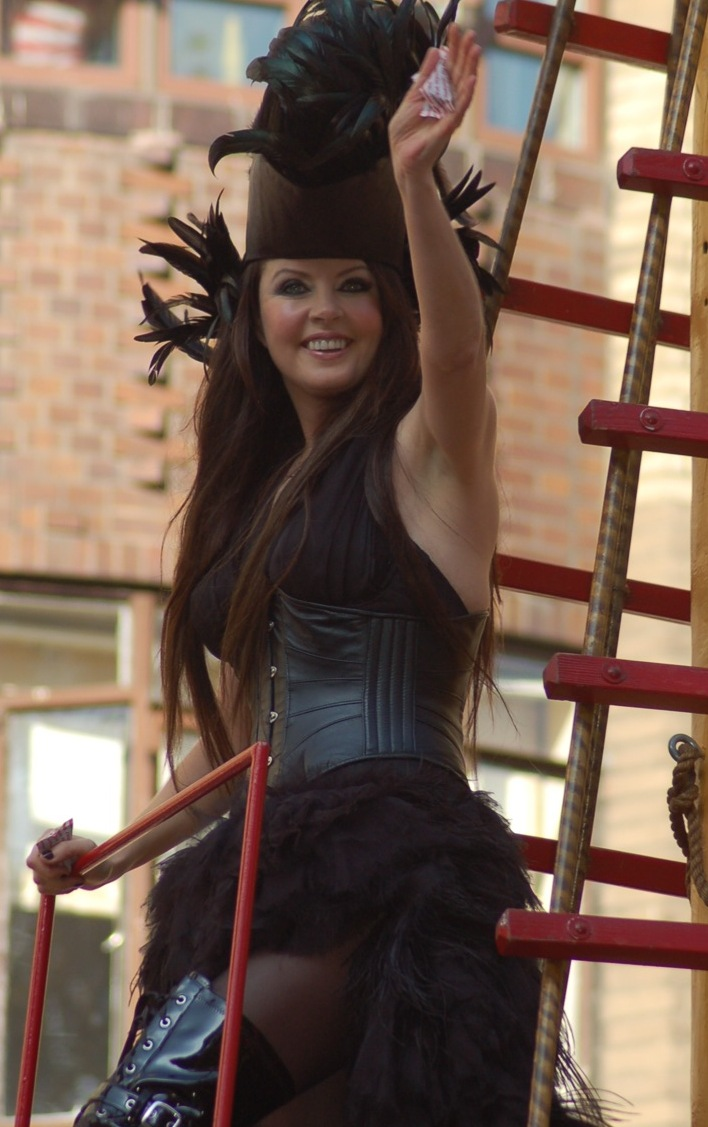
2007年

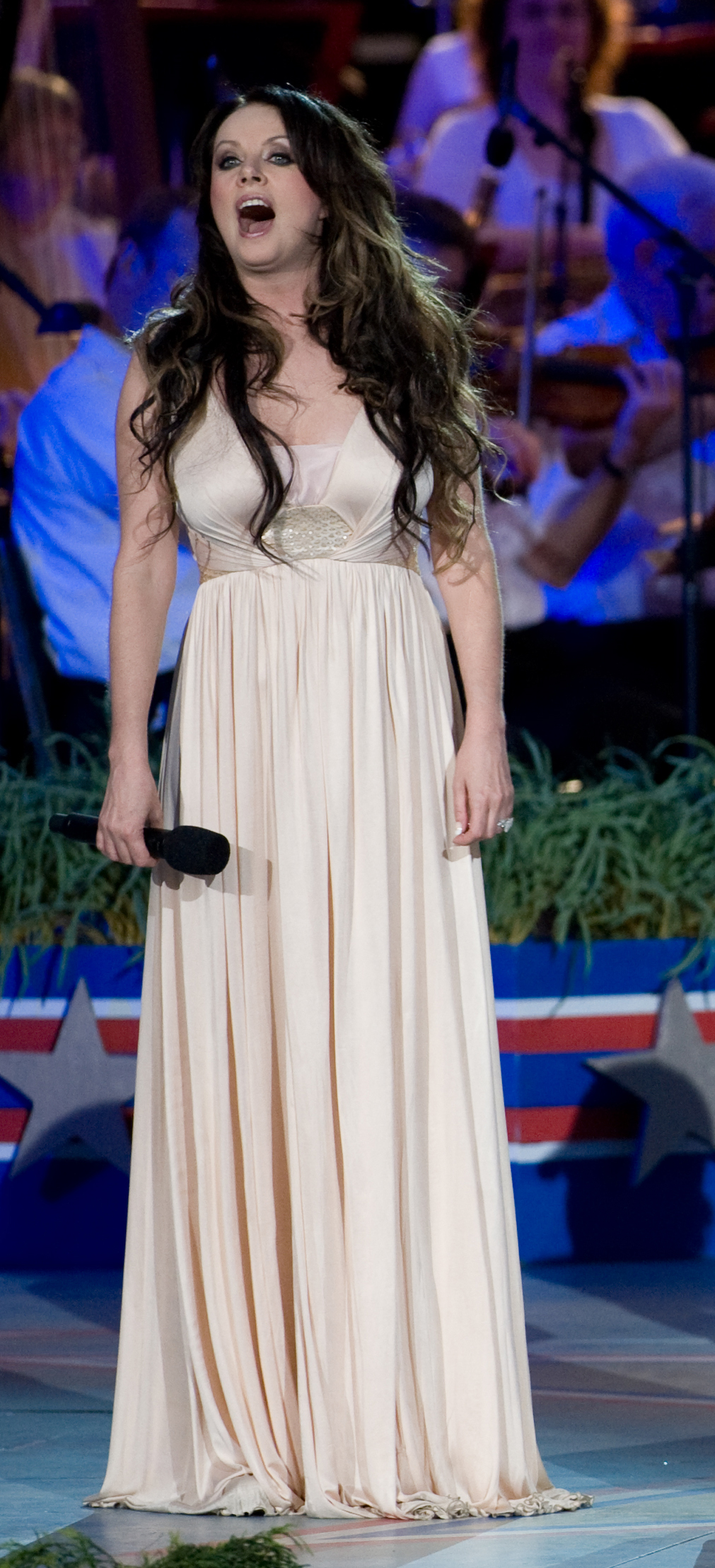
2008年

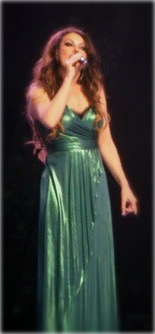
2008年、ミシガン州オーバーンヒルズ

サラ・ブライトマン（Sarah Brightman、1960年8月14日 - ）は、イギリスのソプラノ歌手、女優である。1980年代にミュージカル女優として活動し、1990年代以降はソロ歌手として活動している。クラシックとポップスを融合した独自の音楽スタイルはクラシカル・クロスオーバーの世界的な隆盛をもたらしている。アメリカにおけるビルボード・チャートのクラシック音楽部門とダンス音楽部門で同時に1位を獲得した唯一の歌手である。

## 略歴

### デビューまで
ハートフォードシャー州バーカムステッド出身。3歳からバレエを習い始め、11歳の時に寄宿制の学校に入学し、ジャズと演技を学んだ。1973年、13歳の時にピカデリー・シアターのミュージカル『I and Albert』で劇場デビューを果たした。
1976年、16歳の時にBBCの人気番組『トップ・オブ・ザ・ポップス』などで活動するダンス・グループ、「パンズ・ピープル」に加入した。1年後にはこのグループを離れ、別の人気番組『ケニー・エヴァレット・ビデオ・ショー』で活動する「ホット・ゴシップ」に加入し、1978年に「サラ・ブライトマン&ホット・ゴシップ」名義で発表したディスコ曲「遥かなるスターシップ」が全英チャート最高6位のヒットとなった。

### ミュージカル女優として
1981年に新作ミュージカルの『キャッツ』のオーディションを受け、ジェミマ役を射止めた。サラはその後もアンドルー・ロイド・ウェバーのミュージカルに数多く出演した。1984年にはウェバーと結婚し、ウェバー作『レクィエム』の初演でもソプラノ・パートを務めた。
特に1986年に『オペラ座の怪人』にオリジナルキャストとして出演したクリスティーヌ・ダーエ役での成功は彼女の名を一躍世界に知らしめることとなった。この役は彼女のために作られた役であり、ウェバーはこのミュージカルのブロードウェイでの上演に際しては、ブロードウェイ俳優協会の反発を押し切ってサラをクリスティーヌ役に起用した。
しかし1990年にはウェバーと離婚し、その後はソロ歌手としての活動に専念するようになった。

### ソロ歌手として
サラは1991年のNHK紅白歌合戦に出演し『オペラ座の怪人』のナンバー「ミュージック・オブ・ザ・ナイト」を歌い、日本の音楽ファンにもおなじみの存在となった。
また、1992年のバルセロナオリンピックの閉会式では、スペインのオペラ歌手ホセ・カレーラスとのデュエットで大会の公式テーマ曲「アミーゴス・パラ・シエンプレ」を歌った。
その頃、彼女はドイツを拠点とする音楽グループ、エニグマからソロ歌手として活動するよう薦められていた。1991年に彼女はドイツを訪れ、エニグマのメンバーであるフランク・ピーターソンをプロデューサーに迎えることとなった。こうして制作されたのが1993年のアルバム『ダイヴ』である。深海をテーマにしたこのアルバムにはスウェーデンのバンド、Diveのデビュー・シングル「キャプテン・ニモ」のカバーが収録された。ピーターソンは私生活のパートナーにもなり、この関係は2004年頃まで続いた。
1995年にはアルバム『クエスチョン・オブ・オナー (Fly)』を発表。収録曲「クエスチョン・オブ・オナー」は世界的なヒットとなった。アルフレード・カタラーニのオペラ『ラ・ワリー』のアリア「Ebben? Ne andrò lontana」（さようなら、ふるさとの家よ）を採り入れたこの作品は、ボクシングのIBF世界ライトヘビー級タイトルマッチ、ヘンリー・マスケ対グラシアノ・ロッシジャーニ戦で公式ソングとして歌われたのが最初の演奏だった。曲の中盤で流れる勇ましい男性コーラスの歌詞も「Two men collide」（2人の男がぶつかりあう）」となっている。
その後、この曲はテレビ朝日が2000年頃からサッカー・ワールドカップの中継やサッカー・日本代表戦の中継、同日本代表関連ニュースの際にテーマ曲としてサビの部分を使用しているため、日本のサッカー・ファンにもなじみ深い存在となっている。また、高野山ケーブルの車内放送のBGMや、トヨタ・マークXのCM曲としても使われていたことがある。
翌1996年にはさらにアンドレア・ボチェッリとのデュエットによる「タイム・トゥ・セイ・グッバイ」が爆発的にヒットし、クラシカル・クロスオーバーというジャンルの世界的な隆盛をもたらした。この曲もマスケの引退試合において歌われたことが人気の起爆剤となった。
この成功を受けて、同年中に「タイム・トゥ・セイ・グッバイ」を追加収録したアルバム『クエスチョン・オブ・オナー』の再発盤がリリースされ、翌1997年には同曲を含む新たなアルバム『タイム・トゥ・セイ・グッバイ』（多くの海外盤タイトルは『Timeless』）が制作された。この『タイム・トゥ・セイ・グッバイ』にはほかにアルゼンチンのオペラ歌手、ホセ・クーラとのデュエット曲やクイーンやジプシー・キングスのカバー曲が収録された。
その後も『エデン』（1998年）、『ラ・ルーナ』（2000年）、『アヴェ・マリア〜サラ・ブライトマン・クラシックス』（2001年）、『ハレム』（2003年）と精力的なアルバム製作が続いた。『ハレム』日本盤に収録の「サラバンド」は『ニュースステーション』のオープニングテーマ曲に採用された。『Harem』日本盤には「コピーコントロールCD」が採用された。『ハレム』のアルティメイト・エディション収録「NAMIDA - When Firebirds Cry」は、『天外魔境III NAMIDA』主題歌として制作されたものである。
『ハレム』以降はしばらくアルバム空白期が続いたが、2007年には「ビー・ウィズ・ユー 〜いつもそばに〜」が映画『劇場版ポケットモンスター ダイヤモンド&パール ディアルガVSパルキアVSダークライ』のエンディングテーマ曲に採用された。同年8月には世界陸上大阪大会の開会式に出演し、グスターヴ・ホルストの「木星」をアレンジした「ランニング（ジュピター〜栄光の輝き）」を歌った。
2008年にはこの2曲を収録したアルバム『神々のシンフォニー』が5年ぶりにリリースされた。同年の北京オリンピックの開会式では劉歓とのデュエットで大会公式テーマ曲「我和你 (You and me)」を歌った。11月にはクリスマス・アルバム『冬のシンフォニー』を発売。同アルバムは日本ではクラシック系アーティストによるクリスマス・アルバムとして初めてオリコンの洋楽アルバム・ランキングで1位になった。
2009年には映画『アマルフィ 女神の報酬』に本人役で出演。共演者との絡みやセリフはないが、イタリア・カゼルタ宮殿内のロケセットで主題歌「タイム・トゥ・セイ・グッバイ」を歌った。また、2009年に放映されたNHKスペシャルドラマ『坂の上の雲』の主題歌「Stand Alone」(久石譲作曲)も歌った。
2012年10月10日、国際宇宙ステーションへの宇宙飛行ミッションを行う予定であることを発表した。これは宇宙旅行会社スペース・アドベンチャーズとの契約で行うもので、2015年9月に飛行を行う予定だったが、2015年5月に「家族の事情」により辞退した。
2013年にはスペースシャトルの後継として開発がすすめられている宇宙船の名前と同じ『Dreamchaser』を発表し、日本盤にはボーナス・トラックとして宮崎駿作詞、久石譲作曲による『となりのトトロ』の挿入歌「風のとおり道」が収録され、自身が日本語で歌っている。

## 音楽
サラは声楽を初めトリニティ音楽大学のエリザベス・ホーズに、次いでジュリアード音楽院のエレン・ファウルに学んだ。現在はデイヴィッド・ロマノについている。彼女の声域は3オクターヴに及び、彼女自身によると最高音はF6にまで達するという。『オペラ座の怪人』で指揮者を務めたデイヴィッド・キャディックは、彼女はポップス的なものとソプラノ的なものと二通りの発声を使い分けることができ、ソプラノ部の最高音はE6に達すると証言している。
サラの音楽は一般に「クラシカル・クロスオーバー」と呼ばれる。マンハッタン・レコードのゼネラル・マネージャー、イアン・ラルフィニによると、彼女はこの分野の現在の人気に決定的な貢献をしているという。サラ自身は2000年のインタビューでこうした類型化を「ぞっとする」として拒絶する一方で、人々の音楽を分類しようとする欲求については理解する、とした。
彼女はデヴィッド・ボウイやピンク・フロイドなど1960年代から1970年代にかけての音楽から影響を受けており、ポップス、ロックからクラシックに至る幅広い分野の音楽を融合させている。彼女のアルバム収録曲はヘンデルやプッチーニのオペラ・アリアからカンサスやプロコル・ハルムの楽曲にまで及んでいる。

## ディスコグラフィ

### スタジオ・アルバム
- 『夏の最後のバラ〜フォーク・アルバム』 - The Trees They Grow So High (1988年) ※旧邦題『ブリテン: ザ・ツリーズ・ゼイ・グロウ・ソー・ハイ』
- 『アズ・アイ・ケイム・オブ・エイジ』 - As I Came of Age (1990年)
- 『ダイヴ』 - Dive (1993年)
- 『クエスチョン・オブ・オナー』 - Fly (1995年)
- 『タイム・トゥ・セイ・グッバイ』 - Time to Say Goodbye (1997年) ※with ロンドン交響楽団。『Timeless』としても発売
- 『エデン』 - Eden (1998年)
- 『ラ・ルーナ』 - La Luna (2000年)
- 『ハレム』 - Harem (2003年)
- 『神々のシンフォニー』 - Symphony (2008年)
- 『冬のシンフォニー』 - A Winter Symphony (2008年)
- 『ドリームチェイサー (夢追人)』 - Dreamchaser (2013年)
- 『HYMN〜永遠の讃歌』 - Hymn (2018年)

### ライブ・アルバム
- 『ハレム・ワールド・ツアー』 - The Harem World Tour: Live from Las Vegas (2004年)
- 『イン・コンサート〜タイム・トゥ・セイ・グッバイ』 - Sarah Brightman: In Concert (2008年)
- 『シンフォニー〜ライヴ・イン・ウィーン』 - Symphony: Live in Vienna (2008年)
- 『イン・コンサート HYMN 神に選ばれし麗しの歌声』 - Hymn: in Concert (2019年)

### アンドルー・ロイド・ウェバーとのアルバム
- 『ザ・ソングス・ザット・ガット・アウェイ』 - The Songs That Got Away (1989年)
- 『麗しのメモリー〜サラ・ブライトマン・ベスト』 - Sarah Brightman Sings the Music of Andrew Lloyd Webber (1992年) ※旧邦題『アンドリュー・ロイド・ウェッバー・ソング・ブック』
- 『サレンダー』 - Surrender (1995年)
- The Andrew Lloyd Webber Collection (1997年)
- 『もし私がふたたび恋に落ちたら』 - Encore (2002年)
- 『アンドリュー・ロイド・ウェバー・ソング・ブック2〜ラヴ・チェンジズ・エヴリシング』 - Love Changes Everything (2005年)

### コンピレーション・アルバム
- The Very Best of 1990–2000 (2001年)
- 『アヴェ・マリア〜サラ・ブライトマン・クラシックス』 - Classics (2001年)
- 『輝けるディーヴァ〜ベスト・オブ・サラ・ブライトマン』 - Diva: The Singles Collection (2006年)
- 『アマルフィ〜サラ・ブライトマン・ラヴ・ソングス』 - Amalfi – Sarah Brightman Love Songs (2009年)
- Bella Voce (2009年)
- 『感動のヴォーチェ〜サラ・ブライトマン・ビューティフル・ソングス』 - Voce – Sarah Brightman Beautiful Songs (2014年) ※日本限定
- Rarities Vol. 1 (2015年) ※配信限定
- Rarities Vol. 2 (2015年) ※配信限定
- Rarities Vol. 3 (2015年) ※配信限定
- 『GALA - ザ・コレクション』 - Gala – The Collection (2016年) ※日本限定
- France (2020年) ※フランス限定

### キャスト・レコーディング
- 『キャッツ - オリジナル・ロンドン・キャスト』 - Cats (1981年) ※音楽: アンドルー・ロイド・ウェバー
- Nightingale (1983年) ※音楽: チャールズ・ストラウス
- Song and Dance (1984年) ※音楽: アンドルー・ロイド・ウェバー
- 『レクイエム』 - Requiem (1985年) ※音楽: アンドルー・ロイド・ウェバー
- 『ファントム・オブ・ジ・オペラ (オペラ座の怪人)/オリジナル・ロンドン・キャスト』 - Phantom of the Opera (1987年) ※音楽: アンドルー・ロイド・ウェバー
- Carousel (1987年) ※音楽: リチャード・ロジャース

### 参加アルバム
- 久石譲 : 『坂の上の雲 オリジナル・サウンドトラック』 (2009年) ※NHKスペシャルドラマ『坂の上の雲』サウンドトラック

### シングル
- 「遥かなるスターシップ」 - "I Lost My Heart to a Starship Trooper" (1978年) ※with ホット・ゴシップ
- "The Adventures of the Love Crusader" (1979年)
- "My Boyfriend's Back" (1981年)
- "Not Having That!" (1981年)
- "Him" (1983年)
- "Rhythm of the Falling Rain" (1983年)
- "Unexpected Song" (1984年)
- 「ピエ・イェズ (慈悲深きイエスよ)」 - "Pie Jesu" (1985年) ※with ポール・マイルズ＝キングストン
- "All I Ask of You" (1986年) ※with クリフ・リチャード
- 「ファントム・オブ・ジ・オペラ (オペラ座の怪人)」 - "The Phantom of the Opera" (1986年) ※with スティーヴ・ハーレイ
- "The Music of the Night" / "Wishing You Were Somehow Here Again" (1987年) ※with マイケル・クロフォード
- "Doretta's Dream" (1987年)
- "Anything But Lonely" (1990年)
- "Something to Believe In" (1990年)
- 「フレンズ・フォー・ライフ」 - "Amigos Para Siempre" (1992年) ※with ホセ・カレーラス
- 「キャプテン・ニモ」 - "Captain Nemo" (1993年)
- "The Second Element" (1993年)
- 「クエスチョン・オブ・オナー」 - "A Question of Honour" (1995年)
- "How Can Heaven Love Me" (1995年) ※with クリス・トンプソン
- "Heaven Is Here" (1995年)
- 「タイム・トゥ・セイ・グッバイ」 - "Time to Say Goodbye" (1996年) ※with アンドレア・ボチェッリ
- "Just Show Me How to Love You" (1997年) ※with ホセ・クーラ
- "Who Wants to Live Forever" (1997年)
- "Tú Quieres Volver" (1997年)
- "There for Me" (1998年) ※with José Cura
- 「スターシップ・トゥルーパーズ」 - "Starship Troopers" (1998年) ※with ユナイテッド・シチズン・フェデレーション
- "Eden" (1998年)
- "Deliver Me" (1999年)
- "So Many Things" (1999年)
- "The Last Words You Said" (1999年) ※with リチャード・マークス
- 「青い影」 - "A Whiter Shade of Pale" (2001年)
- "Harem - Remixes" (2003年)
- "What You Never Know" (2003年)
- "Free" (2004年)
- 「ビー・ウィズ・ユー〜いつもそばに (ムービー・バージョン)」 - "I Will Be with You (Where the Lost Ones Go)" (2007年) ※with クリス・トンプソン
- "Running" (2007年)
- "Pasión" (2007年) ※with フェルナンド・リマ
- "Done" (2010年)
- "Angel" (2012年)
- 「ワン・デイ・ライク・ディス」 - "One Day Like This" (2012年)
- "Sogni" (2018年) ※with ヴァンサン・ニクロ
- "Hymn" (2018年)
- "Miracle" (2018年) ※with YOSHIKI
- "Fly to Paradise" (2019年) ※with エリック・ウィテカー・シンガーズ
- "Just Show Me How To Love You" (2020年) ※with フローラン・パニー
- "Le bonheur Est Multicolore" (2023年) ※with ルイーザ&マティアス

### 未発売曲
- "Shall be done" (Panasonic Global Song) (2010年)

※この曲は「Panasonic Global Song」として使用。「Panasonic」というフレーズが歌詞に盛り込まれている。

### 映像作品
- 『イン・コンサート』 - In Concert (1998年)
- 『ライブ・イン・コンサート〜エデン・ツアー』 - One Night In Eden : Live In Concert (1999年)
- 『ラ・ルーナ・コンサート』 - La Luna Live In Concert (2001年)
- 『ハレム〜デザート・ファンタジー』 - Harem: A Desert Fantasy (2004年)
- 『ハレム・ワールド・ツアー』 - The Harem World Tour Live from Las Vegas (2004年)
- 『輝けるディーヴァ〜ベスト・オブ・サラ・ブライトマン』 - Diva: The Video Collection (2006年)
- 『シンフォニー〜ライヴ・イン・ウィーン』 - Symphony: Live in Vienna (2008年)
- 『ドリームチェイサー (夢追人)〜イン・コンサート』 - Dreamchaser in Concert (2013年)
- 『イン・コンサート HYMN 神に選ばれし麗しの歌声』 - Hymn: in Concert (2019年)
- 『クリスマス・シンフォニー』 - A Christmas Symphony (2022年)

## フィルモグラフィ

### 映画
- 『REPO! レポ』 - Repo! The Genetic Opera (2008年)
- 『アマルフィ 女神の報酬』 - Amarufi: Megami no hôshû (2009年)
- 1st Night (2010年)

### NHK紅白歌合戦出場歴
| 年度   | 放送回 | 回            | 曲目           | 出演順 | 対戦相手           | 備考                                          |
| ------ | ------ | ------------- | -------------- | ------ | ------------------ | --------------------------------------------- |
| 1991年 | 第42回 | 初            | オペラ座の怪人 | 16/28  | 少年隊             |                                               |
| 2018年 | 第69回 | 2             | Miracle        | 18/29  | YOSHIKI feat. HYDE | 「YOSHIKI feat.サラ・ブライトマン」として出場 |
| 2020年 | 第71回 | 特別企画（3） | ENDLESS RAIN   | -      | なし               | YOSHIKIとの共演                               |

- 出演順は「出演順/出場者数」で表す。